# Weybridge
Weybridge (engelskt uttal: [ˈweɪbrɪdʒ]) är en stad i grevskapet Surrey i sydöstra England. Staden ligger i distriktet Elmbridge vid floden Wey, cirka 27 kilometer sydväst om centrala London. Tätorten (built-up area) hade 15 927 invånare vid folkräkningen år 2021.
Weybridge var en civil parish fram till 1974. Civil parishen hade 8 083 invånare år 1951. Weybridge nämndes i Domedagsboken (Domesday Book) år 1086, och kallades då Webrige/Webruge.